# Bękart (film 2009)
Bękart (hiszp. Huacho) – chilijsko-francusko-niemiecki komediodramat z 2009 roku oparty na scenariuszu i reżyserii Alejandra Fernándeza Almendrasa. Wyprodukowany przez Charivari Films, Jirafa films, Les Audis de Vanves, Pandora Filmproduktion i arte France Cinéma.
Premiera filmu miała miejsce 9 grudnia 2009 roku w Chile.

## Opis fabuły
Film opowiada historię chilijskiej rodziny składającej się ze starszego małżeństwa Clemira (Clemira Aguayo) i Cornelio (Cornelio Villagrán), ich dorosłej córki Alejandry (Alejandra Yañez) i jej syna Manuela (Manuel Hernández). Razem mieszkają w niewielkiej wiosce. Film jest zbudowany w czterech sekwencjach, rozpoczynających się w tym samym punkcie. Bohaterowie cierpliwie obserwują monotonię dnia powszedniego oraz zmagają się z trudniejszą sytuacją ekonomiczną.

## Obsada
- Clemira Aguayo jako Clemira
- Manuel Hernández jako Manuel
- Alejandra Yáñez jako Alejandra
- Cornelio Villagrán jako Cornelio